# Toma de Huejuquilla el Alto
La Toma de Huejuquilla el Alto fue un acontecimiento bélico librado el 29 de agosto de 1926 entre fuerzas cristeras compuestas por 100 hombres al mando de Pedro Quintanar y una columna federal mexicana compuesta por 50 hombres comandada por el Coronel Antonio S. Arredondo. Es considerado uno de los primeros enfrentamientos de la Guerra Cristera.

## Antecedentes
La noche del 14 de agosto de 1926 en Chalchihuites se presentó el teniente Blas M. Ontiveros con un destacamento de soldados, registraron y confiscaron documentos del sacerdote Luis Batis, arrestando luego a David Roldán, Presidente de la ACJM local; a Manuel Morales, Jefe de la Liga y a Salvador Lara. A la mañana siguiente Pedro Quintanar fue informado de los hechos. Por lo que Quintanar tuvo un primer incidente con Ontiveros a las afueras del pueblo, luego reunió un pequeño grupo y salió en su persecución, al alcanzarlo hubo un breve tiroteo; entonces los militares asesinaron al sacerdote Batis y luego a los restantes.
Después de este suceso, Quintanar pensaba indultarse en Zacatecas, sin embargo, Aurelio Acevedo le ofreció el liderazgo de un nuevo levantamiento en Valparaíso, por lo que fijan el domingo 29 de agosto para entrar en el pueblo de Huejuquilla el Alto y desterrar a las autoridades locales.

## Batalla
Hacía las 11 de la mañana Quintanar entró al pueblo junto a un centenar de hombres, siendo recibidos con vitoreos. Se dirigieron al palacio municipal donde arrestaron al presidente municipal y otros funcionarios públicos. Alrededor de las 14:00 horas un grupo de 52 soldados federales fue mandado para detener a Quintanar, los cristeros de caballería pelearon en las calles luego que ya no pudieron sostener fuera a los atacantes. Los federales se hicieron de corrales altos y de allí batallaron mucho para ser desalojados, algunos salieron hasta altas horas de la noche. A las 18:00, los federales se retiraron por el camino de Valparaíso, derrotados. Quintanar visitó a los soldados capturados y posteriormente los puso en libertad. Este combate es considerado uno de los primeros enfrentamientos de la Guerra Cristera y una de las incursiones más importantes de Pedro Quintanar, ya que posteriormente se encargaría de tomar control del estado de Zacatecas.

### Bajas
En el enfrentamiento los federales tuvieron unas 26 bajas y 5 prisioneros que fueron liberados. Murió uno de los cristeros y un desconocido. Los habitantes de Huejuquilla dieron también muerte al gobiernista Mauricio González cuando huía.

## Consecuencias
Huejuquilla el Alto fue el primer pueblo tomado por los cristeros y posteriormente se convertiría en la capital provisional rebelde del Estado de Zacatecas bajo control cristero. Esto le haría ganar el mote de "La Cuna Cristera". Posterior a la toma del pueblo, Quintanar tomaría otras localidades alteñas de Jalisco como Mezquitic y Colotlán.
En respuesta por la toma del pueblo el 4 de septiembre el General de brigada Eulogio Ortiz entró a Huejuquilla junto a 400 hombres, saqueando el pueblo y asesinando a 2 civiles al ser confundidos por cristeros. La ocupación duró hasta el día 8, cuando los federales se retiraron a Valparaíso.